# 董榮 (成化進士)
董榮（1439年—？），字廷寵，浙江台州府臨海縣人，民籍。明朝政治人物。進士出身。

## 生平
成化四年戊子科浙江鄉試第六十三名。成化五年（1469年）乙丑科會試第二百二十五名，殿試登進士第三甲第一百五十二名。二十三年（1487年）二月由刑部员外郎升廣東按察司佥事，弘治十二年（1499年）正月升本省右参议，丁憂服闋，十五年二月復除四川参议，復改廣東，十七年十二月考察以罢软去職。

## 家族
曾祖董德明。祖父董廉惠。父亲董尚表。